# Radio Suisse Romande

Logo der Anstalt

Logo der neuen Anstalt

Radio suisse romande (RSR) war der öffentlich-rechtliche Hörfunkanbieter der französischsprachigen Schweiz. RSR ist eine Unternehmenseinheit der Schweizerischen Radio- und Fernsehgesellschaft (SRG) und hat seinen Sitz in Lausanne. Daneben gibt es Korrespondentenbüros in Genf, Neuenburg, Freiburg, Sion, Delémont, Biel, Zürich und Bern. Direktor ist Gérard Tschopp. RSR hatte 2005 einen Betriebsaufwand von etwa 124 Mio. Schweizer Franken und am 31. Dezember 2005 einen Personalbestand von 491 Vollzeitstellen.
Zum 29. Februar 2012 ging die Radio Suisse Romande zusammen mit der Télévision Suisse Romande in die neue Radio Télévision Suisse (RTS) auf. Die Radiosender bekamen im Gegensatz zu den Fernsehsendern keine neuen Namen, sondern lediglich neue Logos.

## Geschichte
Die erste Radiosendung der Schweiz wurde am 26. Oktober 1922 vom Flugplatzsender Lausanne ausgestrahlt. Am 1. Oktober 2022 (100 Jahre später) wurde in Lausanne eine Erinnerungsplakette am Sendeort errichtet.
Im Jahr 1931 ging der Landessender Sottens mit 25 kW Sendeleistung in Betrieb. Er strahlte auf Mittelwelle 743 kHz (403 m) das Programm von RSR aus.

## Programme
Von RSR und der Nachfolgeorganisation RTS werden derzeit vier Programme produziert:
- La Première ist der erste und erfolgreichste Sender der französischsprachigen Schweiz. Das "Erste" ist als Vollprogramm für breite Bevölkerungsschichten vorgesehen und erreichte 2008 durchschnittlich 553'060 Menschen pro Tag. Der Marktanteil betrug 39,5 %.
- Espace 2 ist ein Kulturprogramm. 2008 schalteten im Schnitt 91'560 Menschen am Tag ein, dies entsprach einem Marktanteil von 3,4 %.
- Couleur 3 ist ein Jugendprogramm, das häufig durch unkonventionelle Musikprogrammierung auffällt. Durch eine Kooperation wird der Sender auch in Frankreich ausgestrahlt, die Finanzierung dafür erfolgt über Werbung, die nur über die dortigen Frequenzen ausgestrahlt wird. In der Schweiz hörten 2008 am Durchschnittstag 156'490 Menschen Couleur 3, der Marktanteil betrug 5,3 %.
- Option Musique ist das jüngste RSR-Programm. Es wurde bis 5. Dezember 2010 auch über Mittelwelle ausgestrahlt und bringt ein eher harmonisch gestimmtes Musikprogramm mit Chansons und Nachrichten zur vollen Stunde. Bei durchschnittlich 208'840 Hörern am Tag betrug der Marktanteil im Jahr 2008 8,7 %.

## Empfang
Alle Programme von RSR/RTS sind europaweit unverschlüsselt über Eutelsat Hot Bird im DVB-S-Verfahren zu empfangen. Hauptempfangsweg für die Programme ist allerdings die UKW-Ausstrahlung, dabei sind die ersten drei Programme von RSR in der gesamten Romandie und den angrenzenden Regionen auch Ostfrankreichs über ein flächendeckendes Sendernetz zu hören. La Première besitzt zusätzlich weitere Sender in den anderen Sprachregionen der Schweiz. Option Musique war bis 5. Dezember 2010 über die Mittelwelle 765 kHz und einige UKW-Kleinsender im Wallis terrestrisch zu hören, daneben flächendeckend über Kabel. Kabel- und DAB-Empfang gelten im Regelfall zumindest in der Romandie auch für die anderen Programme, darüber hinaus wird in den anderen Sprachregionen teilweise nur La Première eingespeist.